# Hirsutisme
Hirsutisme er en hormonsygdom, der giver en øget behåring af mandlig type hos en kvinde og den afgørende faktor for udviklingen, er den lokale koncentration af 5-alfa-dihydrotestosteron (DHT) i hårsækkens celler. Findes den unormale behåring på andre steder end armhule og underliv, kaldes det hirsutisme. I ansigtet er der ofte tale om behåring på kinder, overlæbe og hage. På kroppen kan der være hårvækst forskellige steder, f.eks mellem brysterne, nederst på maven og på ryggen.